# Miękkie prawo
Miękkie prawo (ang. soft law) – pokrewne prawu instrumenty, które nie posiadają żadnej mocy prawnie wiążącej, lub których moc wiążąca jest w jakiś sposób "słabsza" w porównaniu do mocy wiążącej tradycyjnego prawa, w tym kontekście często określanego jako "twarde prawo" (ang. hard law). Pojęcie "miękkiego prawa" początkowo pojawiło się w prawie międzynarodowym, później zostało jednak przeniesione do innych gałęzi prawa.
W kontekście prawa międzynarodowego termin "miękkie prawo" odnosi się przeważnie do porozumień (których stronami są przeważnie państwa) które pozbawione są niektórych elementów pozwalających uznać je  za "prawo" międzynarodowe w ścisłym rozumieniu. W obszarze prawa międzynarodowego do "miękkiego prawa" zaliczyć należy zobowiązania nieujęte w formie traktatu (a więc nie nadające się do prawnego wyegzekwowania)jak również niektóre typy rezolucji organizacji międzynarodowych (np. rezolucje Zgromadzenia Ogólnego ONZ).
Termin "miękkie prawo" jest także często używany w odniesieniu do różnych rodzajów quasi-prawnych instrumentów Wspólnot Europejskich (od grudnia 2009 roku: Unii Europejskiej): "kodeksów postępowania" (ang. codes of conduct), "wytycznych" (ang. guidelines), "komunikatów" (ang. communications) itp. W obszarze prawa Unii, instrumenty "miękkiego prawa" są często używane w celu zasygnalizowania, w jaki sposób Komisja Europejska będzie używała swoich kompetencji, w jaki sposób Komisja będzie wykonywała swoje zadania w ramach przysługującego jej swobodnego uznania.